# Out-Reazon
Out-Reazon (también conocidos como Aurison) fue una banda de punk/metal/rock originada en Ciudad de Panamá, Panamá. Formada el año 2002. Estaba integrada por el vocalista Pedro Mora, el Bajista Adolfo Chávez, el baterista Otto de la Guardia y los Guitarristas Roberto Arosemena y Reynaldo Toro.
Desde su formación la banda evolucionó progresivamente en sonido y composición hasta llegar a obtener el sonido propio que los caracterizaba, mezclando Punk Rock Melódico, Metal y post-hardcore.
Las canciones de la banda hablan sobre experiencias de sus integrantes, la trascendencia de uno como ser humano mental y sentimentalmente y buscarle el lado positivo al diario vivir.

## Historia

### Inicios y grabación del primer demo (2002 – 2003)
En el año 2000, Pedro Mora y Adolfo Chávez formaban parte de una banda con compañeros de Escuela llamada Golpe de Estado. Adolfo conoce a Eduardo Fletcher, quien lo invita a formar una banda, la cual llamaron Sin Razón. Tuvieron algunos intentos con algunos bateristas amigos tocando e intentando componer música hasta que se contactan con su amigo Reynaldo Toro, quien se une a la banda como baterista.
Juntos crean la canción “Volver a Empezar”. Primera canción de la banda, con un estilo Punk Melódico Panameño, con influencia de bandas nacionales y deciden cambiarse el nombre a Out-Reazon. Tiempo después deciden que hacen falta un guitarrista líder en la banda y contactan a Néstor Ayala, para traer influencias un poco más pesadas a la fórmula existente. Al ingresar a la banda, se componen las canciones “Ya no Más” y “Muy Lejos”, con beats un poco más pesados y rápidos.
La banda tiene su debut en el bar Ralph, para el que deciden tocar “Last Caress” de Misfits como cover e invitar a Pedro Mora para el mismo. Luego de esto la banda decide dejar a Pedro en la alineación y componen “Mala Actitud”, canción que se grabó en 2003 en un primer demo junto con “Ya no más” y dio un poco más de exposición a la banda en la escena, siendo muy aceptada por el público y llevando a la banda a participar en la categoría mejor banda punk en los premios Panamá Rock.
Luego de algunas presentaciones pequeñas la banda compone canciones con el mismo estilo como “Fue un Error”, “Today is Monday” y “Mañana es Tarde”, las cuales no forman ya parte del playlist.

### Segundo demo e inicios de cambios en el estilo musical de la banda (2004)
En 2004 la banda comienza a introducir riffs aún más pesados y callejeros en el estilo de la banda, componiendo “Igualdad Racial” con una gran influencia de bandas como Anti Flag y Rancid entre otras.
“Igualdad Racial” es grabada y producida como demo en Red Light Studios por el señor Vicente Rios Silvestre, más conocido como Quillón. La canción tiene buena aceptación por parte de la escena y es sonada en emisoras de rock locales.
La banda inicia a tener más invitaciones a eventos de la localidad, con bandas como Factor VIII, Calibre 57, Caras de Hambre y No ley 55, que además de influenciarlos mucho, fueron de mucha ayuda en la carrera de la banda.

### Grabación del tercer DEMO y salida de Eduardo Fletcher (2005)
Tras algunas presentaciones, la banda comienza a experimentar con riffs de metal y screams en las voces, influencias de bandas como Atreyu, Bullet for My Valentine, Killswitch Engage y a usar armonías y beats rápidos, influencias de bandas como Strung Out, empezando a armar el estilo Punk/Melódico/Metal que los caracteriza hoy en día.
Usando estas influencias y nuevas ideas, la banda graba “Congelar el tiempo” y “Piensa otra vez” en un tercer Demo, teniendo buena aceptación por parte del público y programas de radio nacionales. Poco después de lanzar el Demo 3, Eduardo Fletcher deja la banda por diferencias musicales.

### Llegada de Roberto Arosemena, cambios drásticos en el estilo y grabación del EP (2006 – 2012)
Luego de la Salida de Eduardo, Roberto Arosemena, exvocalista y guitarrista de la banda Renta 5, que compartió escenarios con la banda en algunas ocasiones, se integra en la banda como guitarrista rítmico y segundas voces. Trayendo a la banda aún más peso y complejidad en riffs e influencia de up beat punk. Iniciando la etapa de composición con Roberto, empiezan a salir mezclas de Punk con Metal mucho más definidas y la banda comienza, por influencias de bandas como Bad Religion, a introducir además de los screams, armonías y más segundas voces.
En 2006 la banda graba y lanza el primer EP de la banda (sin nombre), con los temas: “Vive El recuerdo”, canción que habla sobre no vivir el pasado y dejar fluir las cosas y siendo esta canción la definición inicial del estilo actual de la banda con riffs con guitarras y bajo en armonías, armonías de voces y más segundas voces, screams y algunos breakdowns, siendo la favorita del público. Los otros temas son “Mi propia tumba”, Situaciones y Mentiras” y “Entre Lágrimas y Sonrisas”. Dando a la banda mucho más exposición y aceptación dentro de la escena Panameña.

### Ideas para el disco debut, salida de Néstor Ayala y llegada de Otto de la guardia (2013)
Luego de varias presentaciones después del lanzamiento del EP, la banda es invitada a abrir en Panamá el concierto de dos bandas, una que tuvo una inmensa influencia en el estilo de la banda luego de 2006, a  Wilhelm Scream, y otra que siempre lo tuvo, Millencolin.
En 2011-2012, la banda empieza la composición de nuevas canciones para lo que sería su debut discográfico, ya con un estilo marcado que definía a la banda. Fue entonces cuando empezaron a nacer los inicios de lo que hoy en día es “A quien Concierne” y “Buscando la Verdad” entre otras canciones. Luego de un tiempo, la banda y Néstor deciden separar caminos por diferencias musicales. Es aquí cuando se decide pasar a Reynaldo Toro (baterista por los primeros 10 años de la banda) a la guitarra como guitarrista líder e iniciar la búsqueda de un baterista con stamina y con un estilo que pudiese aportar aún más estilo de la banda terminando la búsqueda luego de unas sesiones con Otto de la Guardia, exbaterista de la banda hermana Propiedad Privada.

### Grabación de “A quien concierne…”, disco debut de la banda, lanzamiento y planes futuros (2013 - 2014)
Ya con Otto en la banda, empiezan a tomar forma las maquetas de lo que serían las demás canciones de “A quien Concierne…”, disco debut de la banda.
Luego de un largo proceso de grabación de maquetas la banda decide empezar la grabación del disco formalmente, con la producción de Reynaldo Toro, guitarrista de la banda. Es en este punto donde lanzan una campaña con la página de crowd funding “Indiegogo”. Pasando la meta rápidamente gracias al apoyo de sus fanes, familia y amigos. Out-Reazon termina la grabación de “A quien concierne…” y se envía el mismo a USA a The Buzzlounge Studios, a cargo del señor Eric Taft, para la mezcla y masterización del disco.
El 30 de mayo de 2014, se realiza en El Sótano, el lanzamiento oficial de “A quien concierne…” teniendo un lleno total y un apoyo inmenso de las familias, fanes y amigos de la banda quienes cantaron y festejaron con la banda.
Actualmente la banda se encuentra en un proceso de composición de nuevas canciones y tocando para seguir promocionando el disco.

## Influencias y estilo musical
Desde su formación, la banda ha sido principalmente catalogada como “Punk”, sin embargo los integrantes prefieren no encasillarse en un género en particular ya que al fin del camino, su estilo lo definen como propio y la mezcla de ideas e inspiración de las personalidades, influencias y forma de pensar de cada uno de ellos.
Out-Reazon, tiene principalmente una mezcla de Punk Melódico con Metal y post hardcore.
Las principales influencias de la banda pueden considerarse: A Wilhelm Scream, Avenged Sevenfold, Bad Religion, Anti Flag, The Menzingers, Go radio, Megadeth, Senses Fail, A Day to Remember, Alkaline Trio, No Use For a Name y Rancid entre otras.

## Discografía

### Demo 1
1. Mala actitud
2. Ya no más

### Demo 2
1. Igualdad racial

### Demo 3
1. Piensa otra vez
2. Congelar el tiempo (Las vírgenes hacen mejores sacrificios)

### EP 1
1. Entre lágrimas y sonrisas
2. El fantasma de mi pasado
3. Vive el recuerdo
4. Mi propia tumba

### A quien Concierne
1. Intro
2. La venganza del último Apóstol
3. A quien concierne
4. Realidades falsas
5. La Solución
6. La 16
7. Buscando la verdad
8. El fantasma de mi pasado
9. Principio del final
10. Piensa otra vez
11. Muy lejos (Bonus Track)

## Miembros

### Miembros actuales
•Pedro Mora – Voz (2002 – Presente)
•Roberto Arosemena – Guitarra y voces (2005 – Presente)
•Reynaldo Toro – Batería (2002 - 2012); Guitarra y voces (2012 – Presente)
•Adolfo Chávez – Bajo y voces (2002 – presente)
•Otto de la Guardia – Batería (2012 – presente)

### Miembros anteriores
•Eduardo Fletcher – Guitarra rítmica (2002 – 2005)
•Néstor Ayala – Guitarra líder (2002 – 2012)